# Ikspiari
Ikspiari (イクスピアリ, Ikusupiari) es un centro de compras, de hospitalidad y gastronomía perteneciente a Tokio Disney Resort en Urayasu, Chiba, Japón. Coordinado y dirigido por la Oriental Land Company, es similar a Disney Springs en Walt Disney World y Downtown Disney eb Disneyland, EE. UU.
Se puede ingresar al complejo tomando la línea de trenes en monorriel desde cualquier parada, ya sea en Tokio DisneySea o en Tokio Disneyland, o también con autos. Es popular entre la comunidad japonesa así como en los turistas extranjeros que visitan el resort para visitar los parques temáticos.

## Características

### Restaurantes (Traducción)
- "La reina Alicia"
- "Planet Hollywood"
- "Rainforest Cafe"
- "Sukiyaki Ningyo-cho Imahan"
- "Sushi Tsukizi Tama Sushi"
- "Lunes de Seiryu"

### Pastelerías y Cafeterías
- "Postres y pasteles de colores"
- "Pierre Herme"
- "Chocolatería Inglesa Godiva"
- "Sembikiya"
- "Asakusa Umezono"

### Moda
- "The Gap"
- "Diesel"
- "Paul Smith"

### Entretenimiento
- "Cine Imax"
- "Shin-sei" (tienda de CD/DVD)
- "The Disney Store"